# Mercedes-Benz SLK-Клас
Mercedes SLK-Клас — компактні родстери, що з 1996 року виготовляє концерн Daimler AG під маркою Mercedes-Benz.
В 2015 році модель отримала назву Mercedes-Benz SLC-Клас.

## Перше покоління R 170 (1996–2004)
Родстер Mercedes SLK — перший масовий автомобіль з жорстким складним верхом (дах ховався в багажник за 25 секунд). Перше покоління (заводський індекс R170) дебютувало в 1996 році. За час виробництва моделі на неї встановлювалися двигуни об'ємом 2,0, 2,3 і 3,2 л (136–218 к.с.). Крім того, була і «заряджена» версія SLK 32 AMG (354 к.с.). У 2000 році родстер зазнав незначний рестайлінг: всі версії отримали забарвлені в колір кузова накладки на пороги і бампери. Всього за вісім років було реалізовано 311 000 автомобілів.

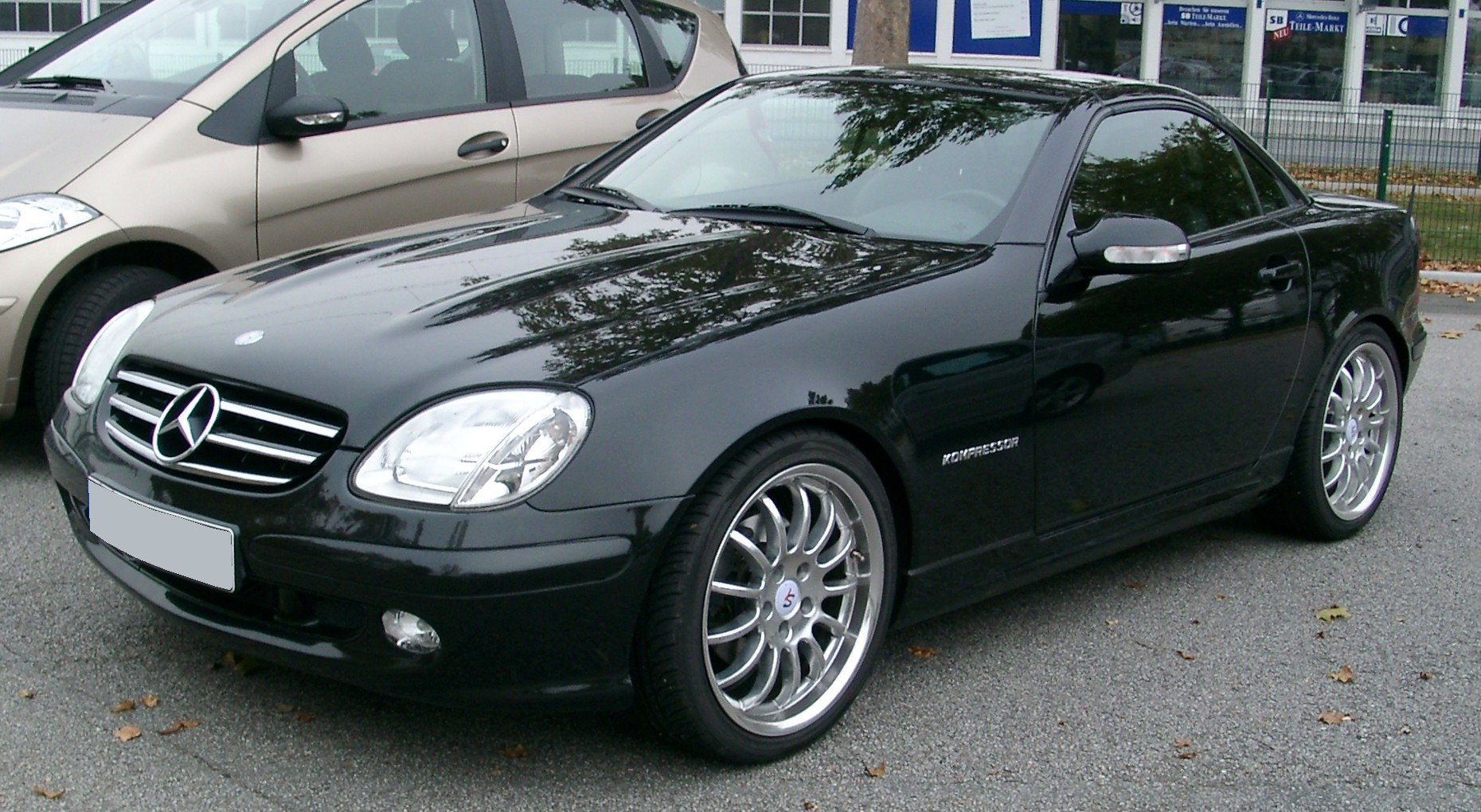
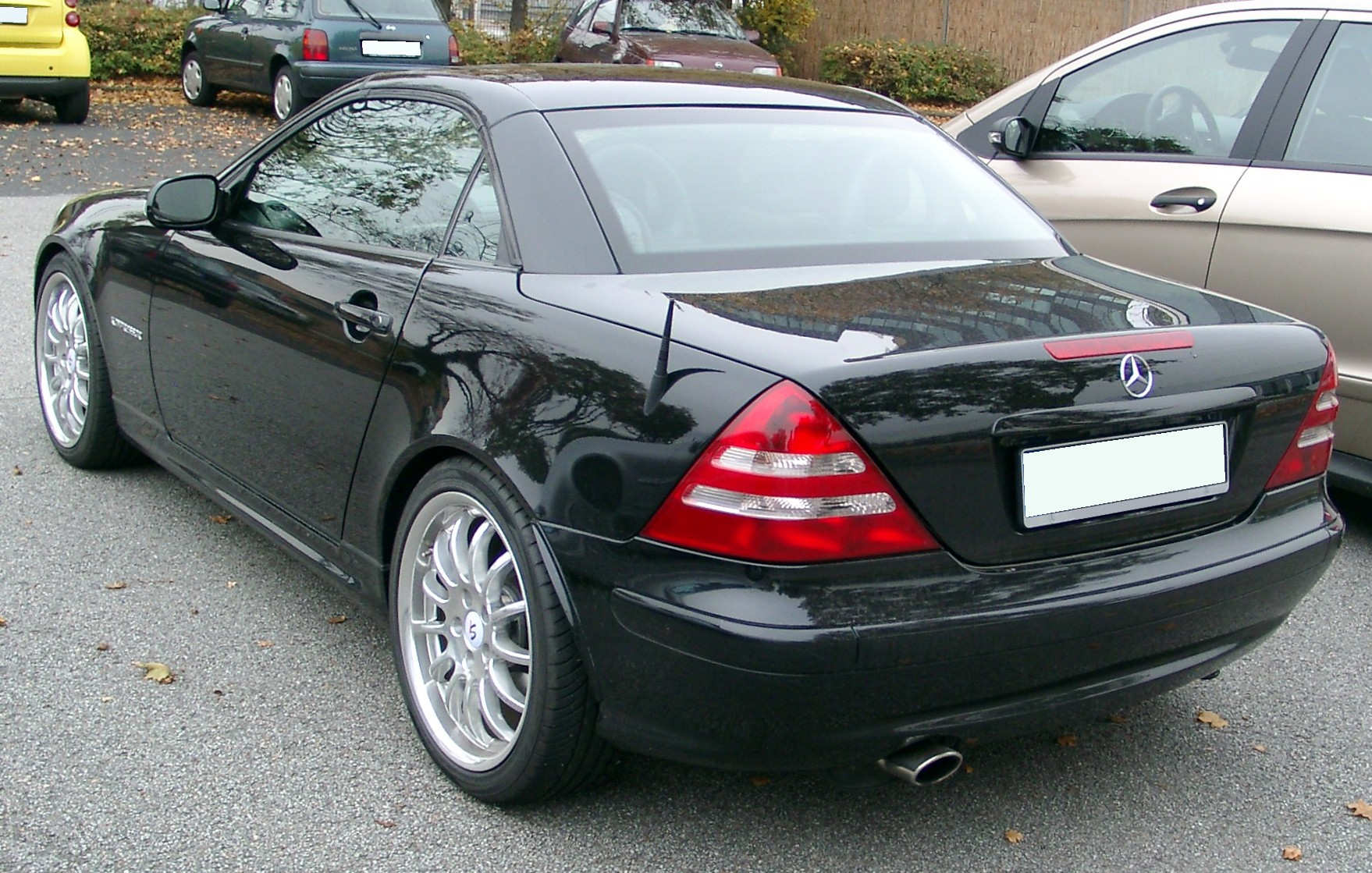
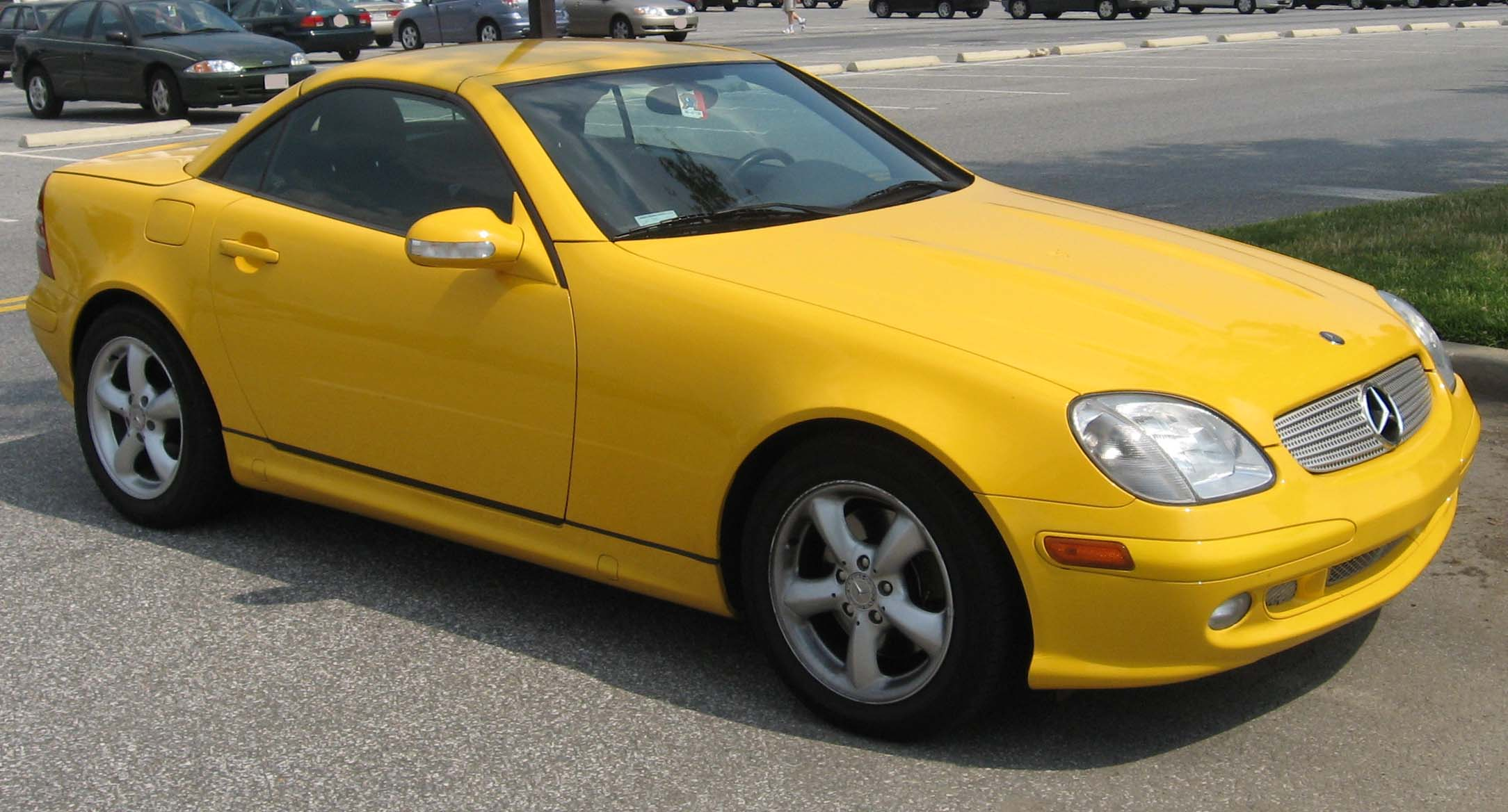
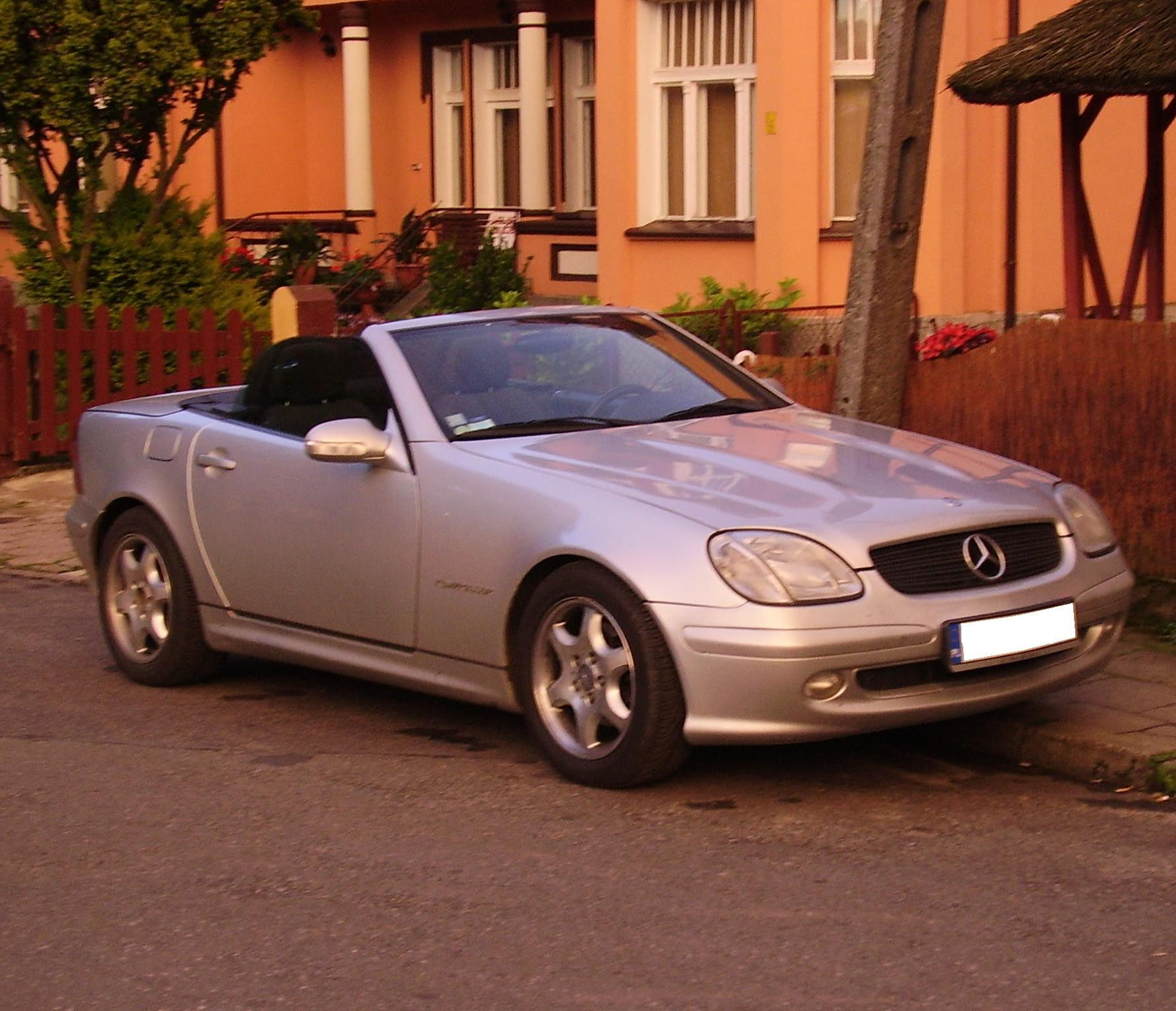

## Друге покоління R 171 (2004–2011)

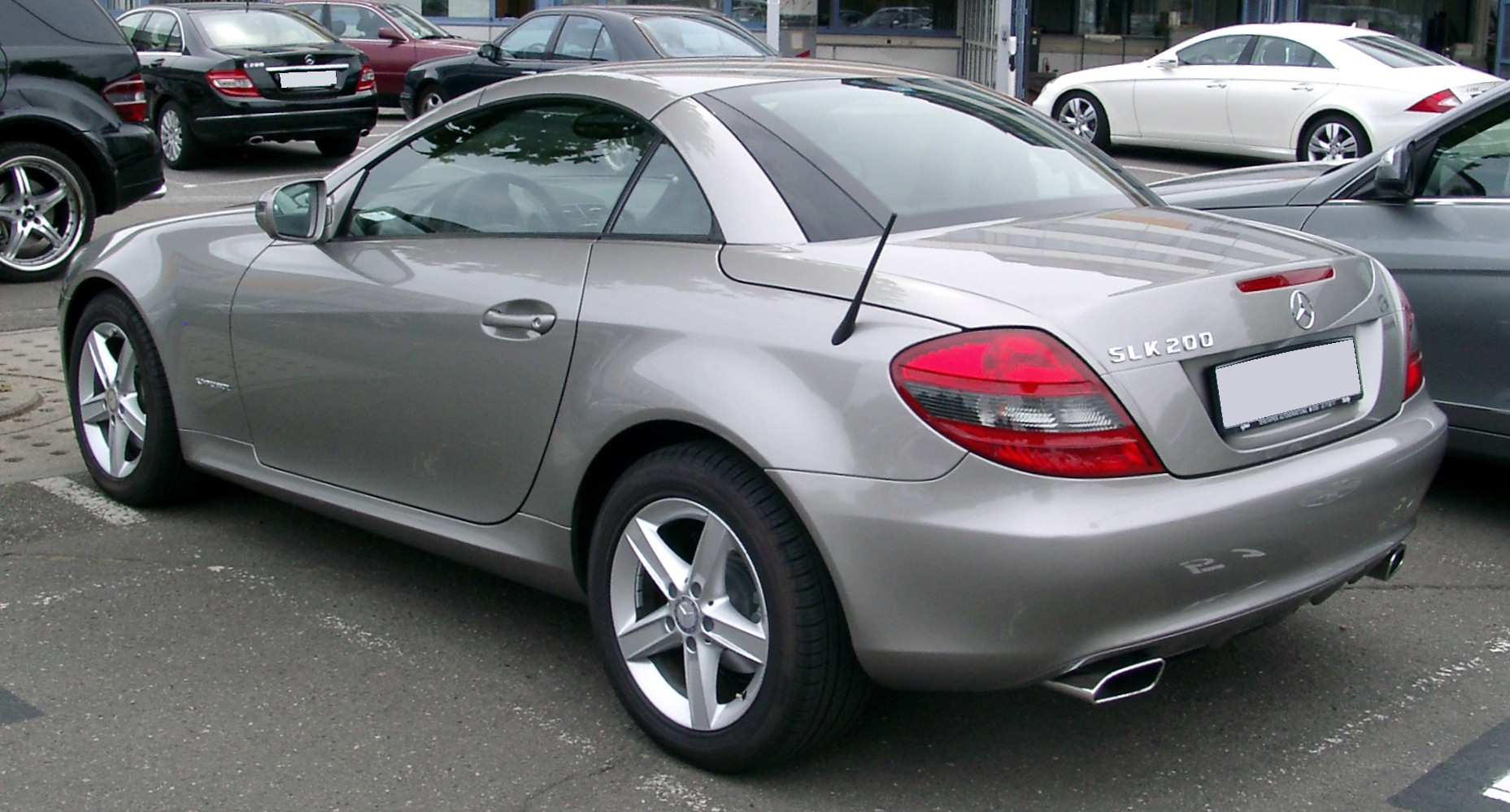
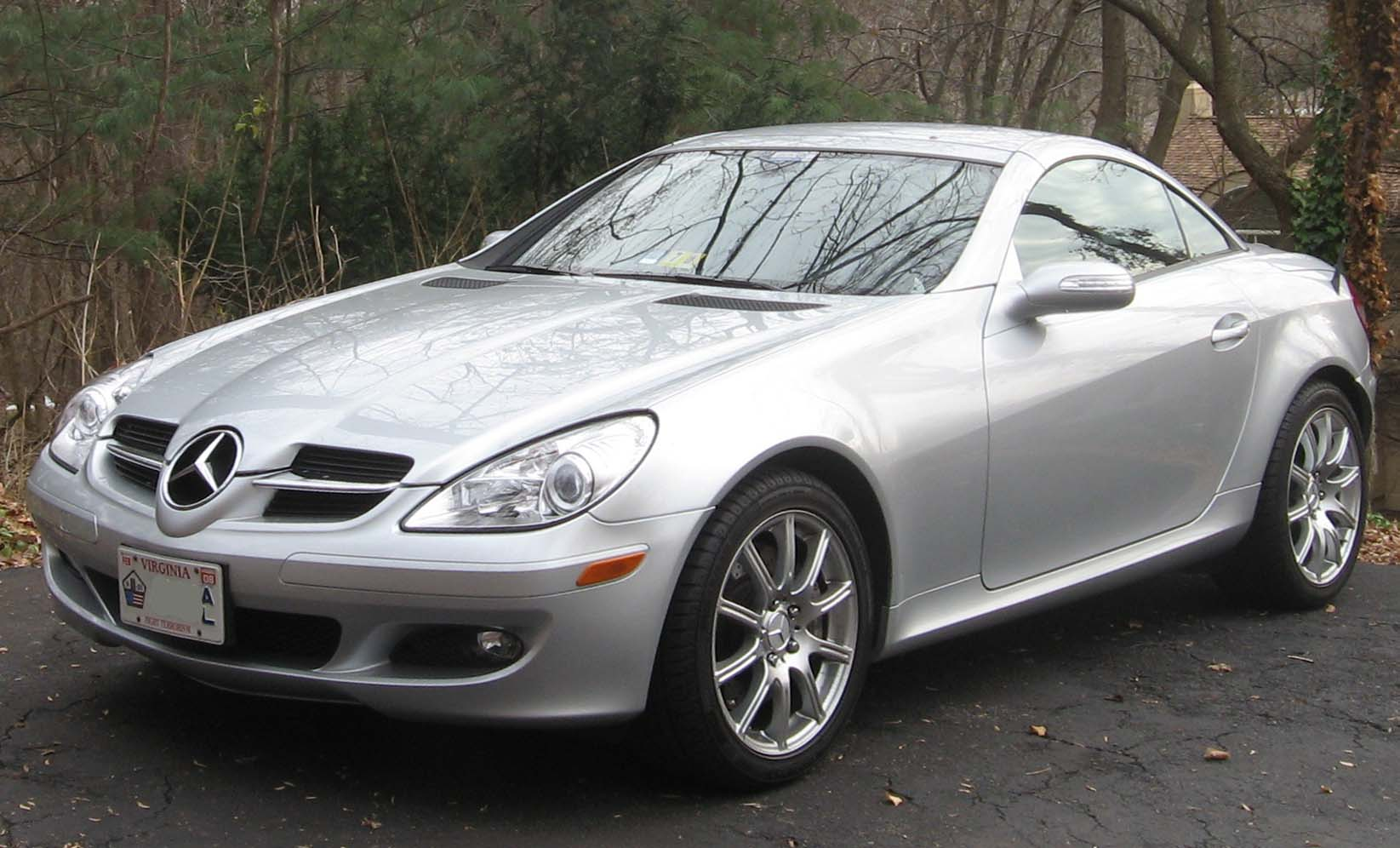
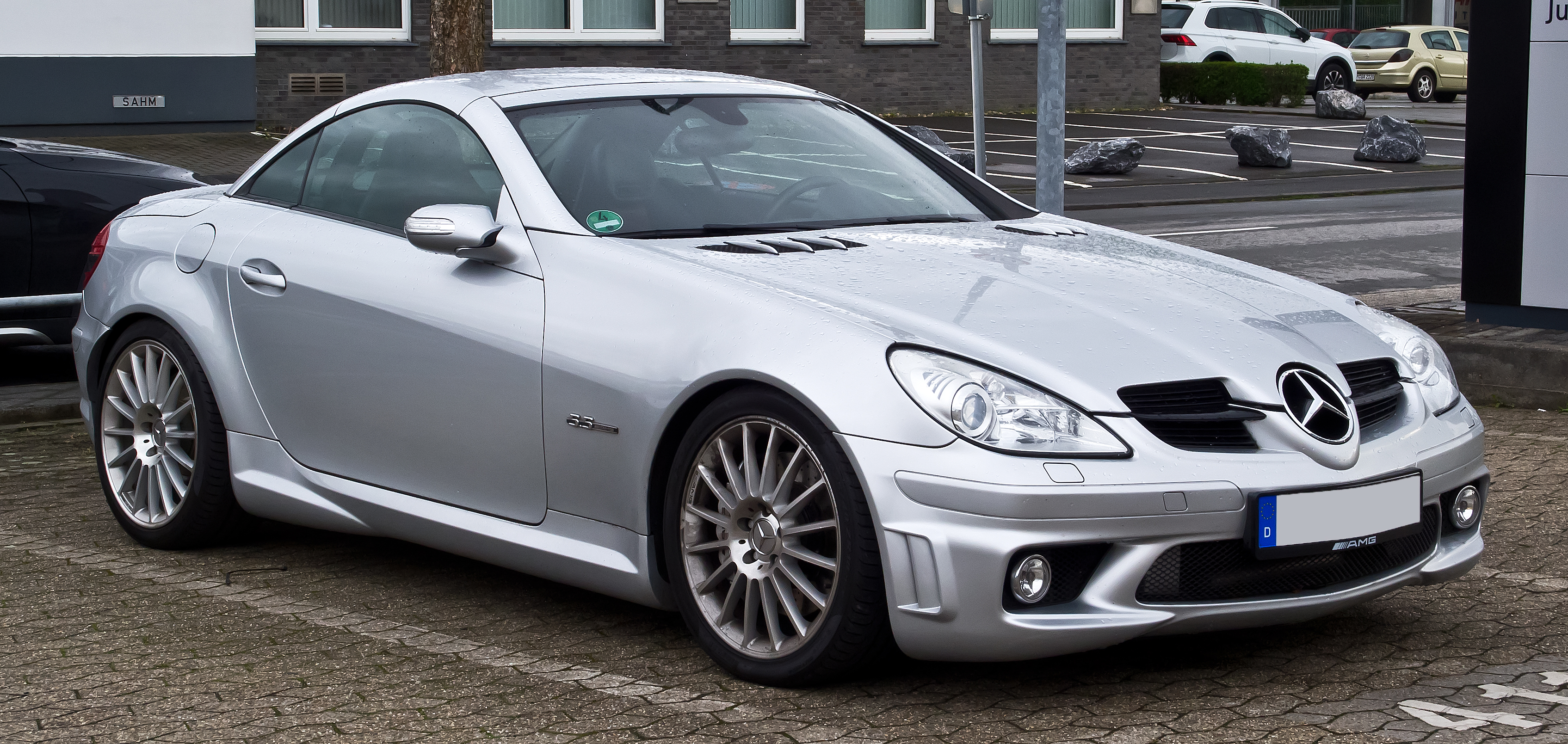
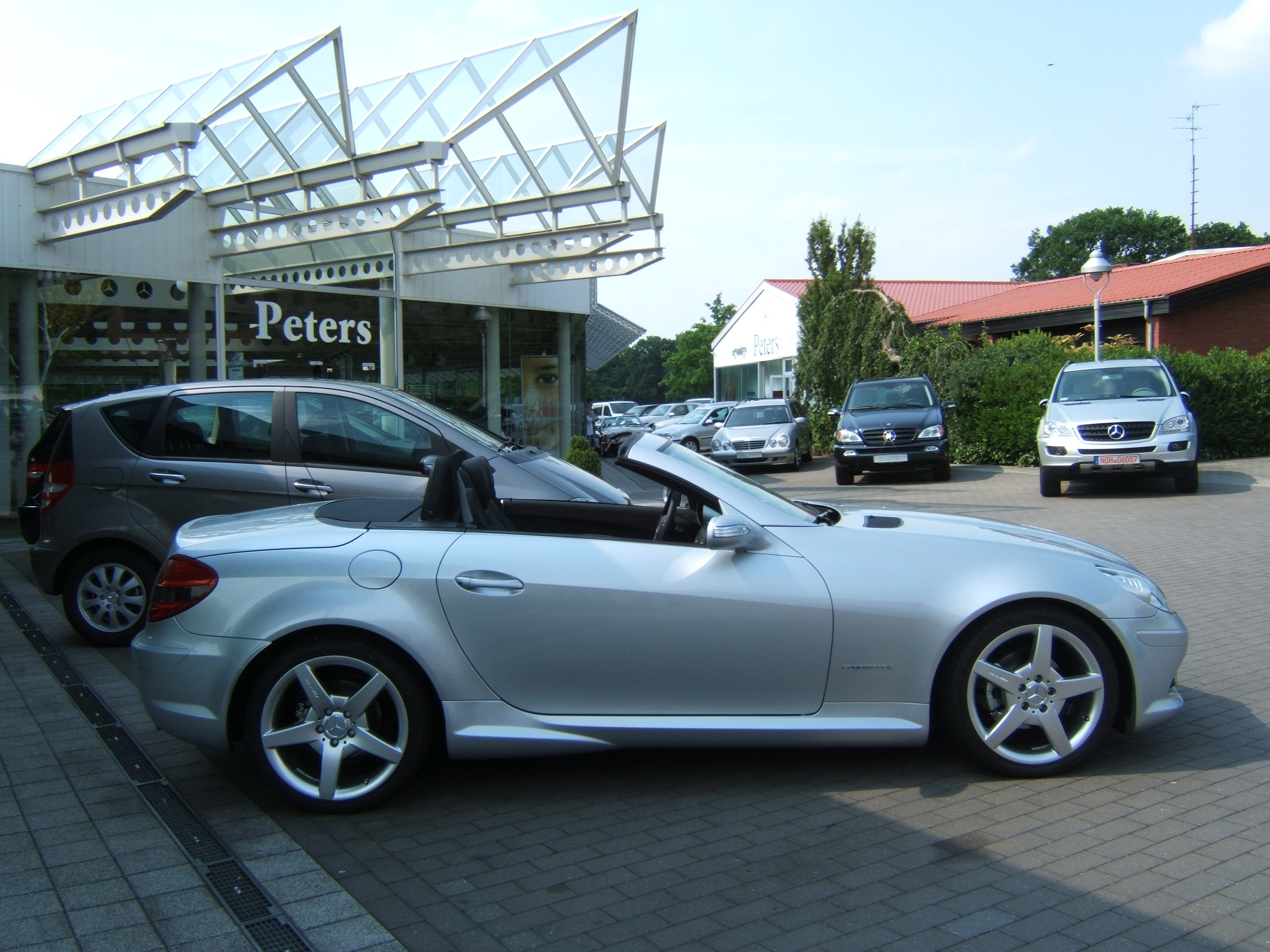

Друге покоління (заводський індекс R171) родстера SLK було представлено в 2004 році. Його завданням було викорінити стереотип «жіночого автомобіля», яким народ вважав SLK першого покоління. І штутгартццям повторно вдалося здивувати всіх компактним родстером. Цього разу на ньому була встановлена інноваційна система Airscarf — «повітряний шарф», що дозволяє не замерзнути в родстері при поїздках з відкритим верхом. Лінійка двигунів помітно розширилася: на вибір покупців пропонувалися версії SLK 200, 250, 280, 300, 350 (104–305 к.с.), а найпотужніша (AMG) оснащувалася двигуном об'ємом 5,5 л (360 к.с.).

## Третє покоління R 172 (2011-2016)

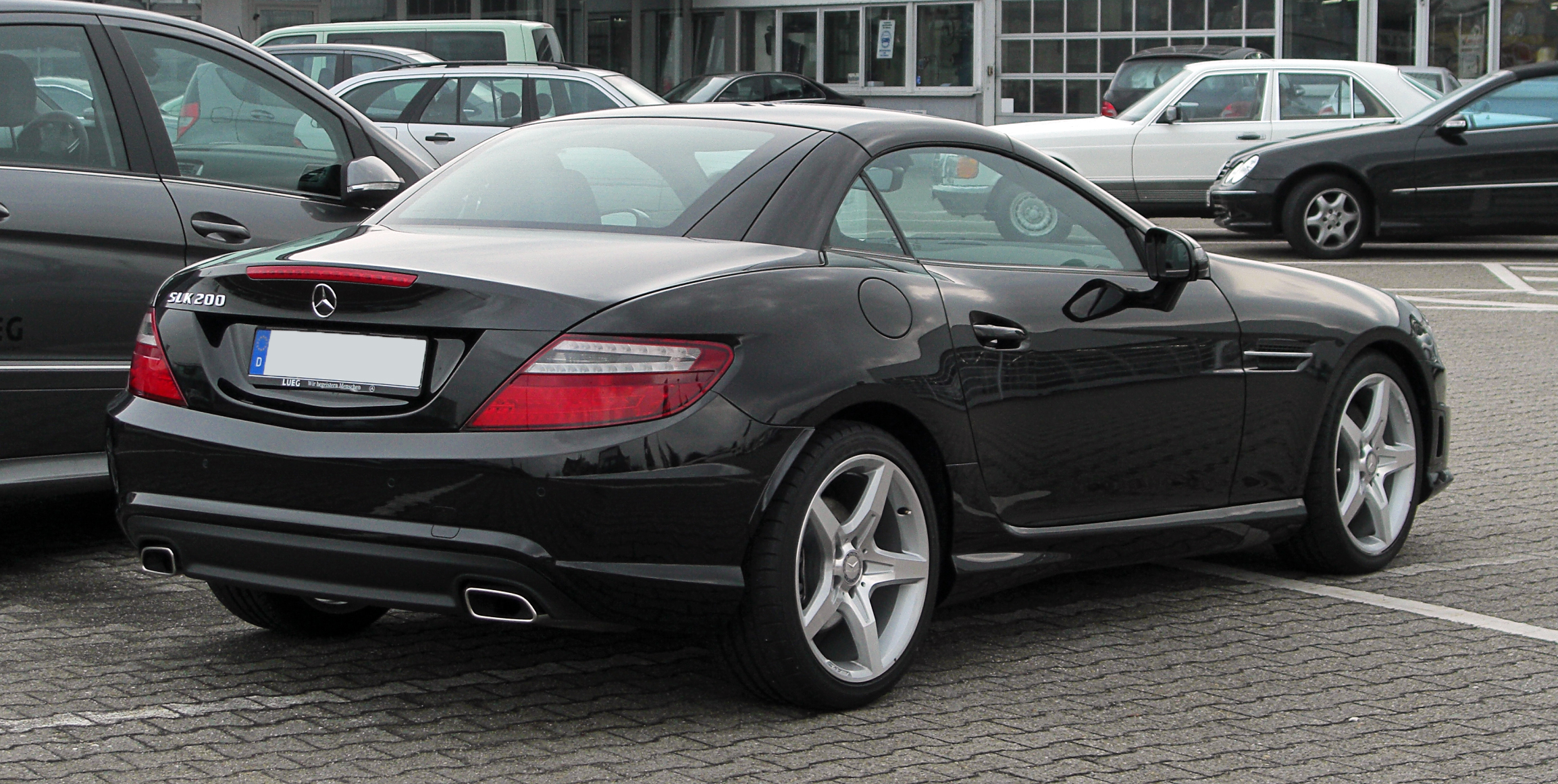
Mercedes-Benz SLK 3

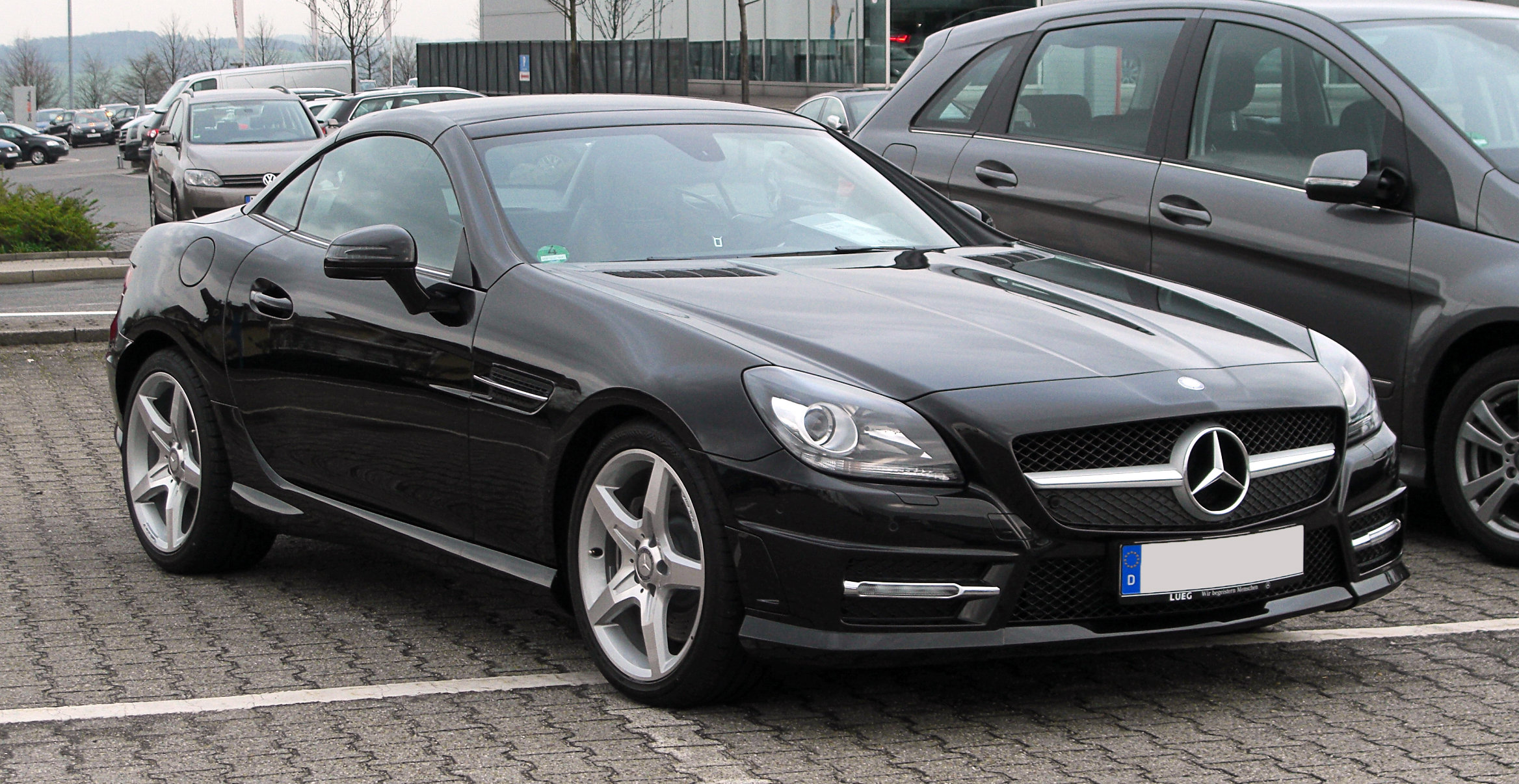
Mercedes-Benz SLK 3

Третє покоління (заводський індекс R172) родстера SLK було представлено в 2011 році на Женевському автосалоні.
Автомобілі SLK-Class у 2016 році отримали класичний профіль з видовженим капотом та укороченим багажником. З піднятим дахом автомобіль виглядає як купе, а з першого погляду важко визначити чи складається дах взагалі. Між тим, одним натиском на кнопку SLK перетворюється на родстер. Його компактні розміри, щось на кшталт Mazda Miata, максимально спрощують маневрування у межах міста, особливо коли мова йде про паркування. Моделям AMG SLK55 дістались: тоновані корпуси фронтальних фар, чотири вихлопних труби та менший задній спойлер.  
Разом з новим 2.0-літровим турбодвигуном та дев’ятиступінчастою автоматичною коробкою передач до бази Mercedes-Benz SLK300 2016 увійшли: 5.8-дюймовий дисплей інформаційно-розважальної системи, аудіосистема на вісім динаміків з USB-портом та Bluetooth вітворенням, бічні дзеркала з автозатемненням та сидіння з вісьмома режимами налаштування. Складний панорамний дах теж увійшов до бази родстерів. У режимі «Eco» передбачені система старт/стоп, яка допомагає економити пальне при зупинках на світлофорах та система моніторингу стану водія. Про безпеку також дбають: активні підголівники, численні подушки та контроль стабільності. 

## Продажі
| рік  | Європа | США    |
| ---- | ------ | ------ |
| 2001 | 27,734 | 11,268 |
| 2002 | 19,039 | 7,784  |
| 2003 | 14,629 | 6,023  |
| 2004 | 38,417 | 7,360  |
| 2005 | 36,823 | 11,278 |
| 2006 | 27,128 | 10,410 |
| 2007 | 20,834 | 7,270  |
| 2008 | 18,529 | 4,941  |
| 2009 | 10,805 | 2,566  |
| 2010 | 8,779  | 1,980  |
| 2011 | 17,729 | 3,220  |
| 2012 | 17,731 | 4,595  |
| 2013 | 12,594 | 4,757  |
| 2014 | 11,114 | 4,737  |
| 2015 | 10,369 | 4,182  |
| 2016 | 8,909  | 3,397  |
| 2017 | 8,421  | 2,860  |
| 2018 |        | 1,993  |
| 2019 |        | 1,840  |